# Masuzo Madono
Masuzo Madono (真殿 益蔵 Madono Masuzo?) fue un futbolista japonés que se desempeñaba como centrocampista.
Madono fue elegido para integrar la selección nacional de Japón para los Juegos del Lejano Oriente de 1925. En 1925, Madono jugó 2 veces para la selección de fútbol de Japón.

## Trayectoria

### Clubes
| Club                          | País  | Año  |
| ----------------------------- | ----- | ---- |
| Universidad de Kwansei Gakuin | Japón | ???? |

### Selección nacional
| Selección | País  | Año  |
| --------- | ----- | ---- |
| Absoluta  | Japón | 1925 |

## Estadística de equipo nacional
| Selección de Japón | Selección de Japón | Selección de Japón |
| Año                | Part.              | Goles              |
| ------------------ | ------------------ | ------------------ |
| 1925               | 2                  | 0                  |
| Total              | 2                  | 0                  |